# 北海道労働金庫
北海道労働金庫（ほっかいどうろうどうきんこ、略称：北海道ろうきん（ほっかいどうろうきん）、英語：Hokkaido Labour Bank）は、北海道札幌市中央区に本店を置く労働金庫である。営業エリアは北海道のみで、全ての支店が道内に所在する。

## 沿革
- 1951年（昭和26年）
  - 5月19日：北海道勤労信用組合として創立[1][2]。
  - 6月21日：営業開始[2]。
- 1953年（昭和28年）：労働金庫法制定により信用組合北海道労働金庫に改組[2]。
- 1954年（昭和29年）：北海道労働金庫に改称[2]。
- 1985年（昭和60年）：全国労働金庫ネットワークサービス（ROCS）稼働。
- 1990年（平成02年）：MICS稼働。
- 1999年（平成11年）：郵貯との提携開始。
- 2000年（平成12年）：デビットカードサービス開始。
- 2001年（平成13年）：インターネットバンキング開始。
- 2004年（平成16年） 
  - Pay-easy開始。
  - セブン銀行（当時アイワイバンク銀行）との提携開始。
- 2006年（平成18年）7月24日：ICカード取り扱い開始。
- 2007年（平成19年）6月1日：インターネットバンキング定期預金専用支店である、インターネット北海道支店が開業。
- 2008年（平成20年）：イオン銀行との提携開始。
- 2016年（平成28年）：イーネット・ローソンATM・ビューアルッテとの提携開始[3]。
- 2017年（平成29年）2月：札幌手稲支店を開設[1]。
- 2022年（令和04年）
  - 2月7日：夕張出張所を岩見沢支店内に移転（ブランチインブランチ）[4][5]。
  - 2月28日：赤平出張所を滝川支店内に移転（ブランチインブランチ）[4]。

## 店舗網
札樽地区
- 石狩振興局管内
  - 札幌市内7店舗
    - 本店、道庁支店、札幌西支店、札幌東支店、札幌北支店、札幌麻生支店、札幌手稲支店

  - 千歳支店、江別支店
- 空知総合振興局管内（美唄市以南）
  - 岩見沢支店
- 後志総合振興局管内
  - 小樽支店、倶知安支店

函館地区
- 渡島総合振興局管内
  - 函館支店、八雲支店

室蘭地区
- 胆振総合振興局管内
  - 室蘭支店、室蘭東支店、苫小牧支店
- 日高振興局管内
  - 静内支店

滝川地区
- 空知総合振興局管内（奈井江町以北）
  - 滝川支店、砂川出張所、芦別出張所

旭川地区
- 上川総合振興局管内
  - 旭川支店、名寄支店、富良野支店
- 留萌振興局管内
  - 留萌支店
- 宗谷総合振興局管内
  - 稚内支店

網走地区
- オホーツク総合振興局管内
  - 北見支店、網走支店、紋別出張所、遠軽出張所

釧根地区
- 釧路総合振興局管内
  - 釧路支店
- 根室振興局管内
  - 中標津支店

十勝地区
- 十勝総合振興局管内
  - 帯広支店

その他
- ブランチインブランチ
  - 夕張出張所 - 岩見沢支店内
  - 赤平出張所 - 滝川支店内
- インターネット北海道支店

## 支店ギャラリー
各支店等の一例。

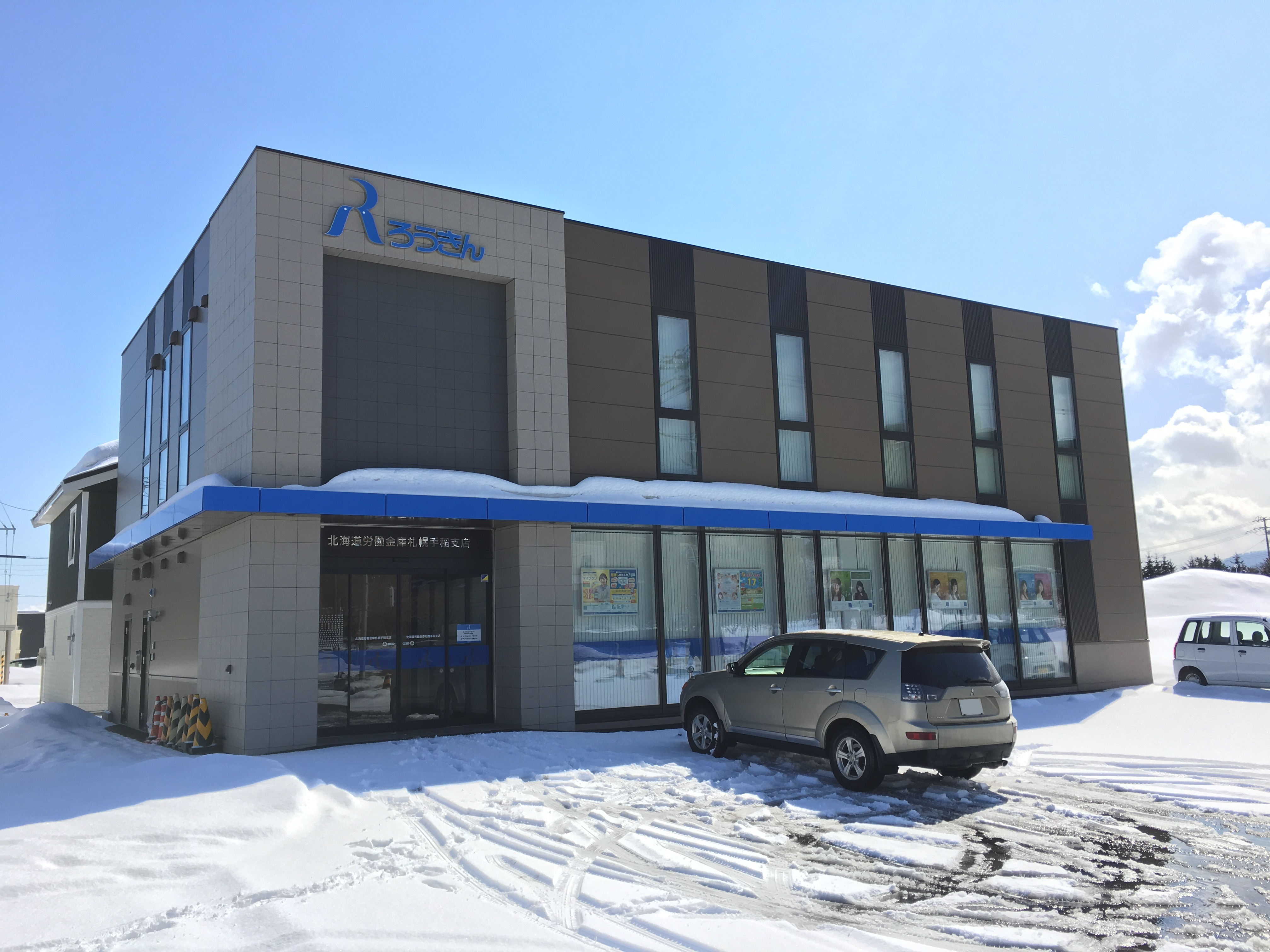
札幌手稲支店 （札幌市手稲区）
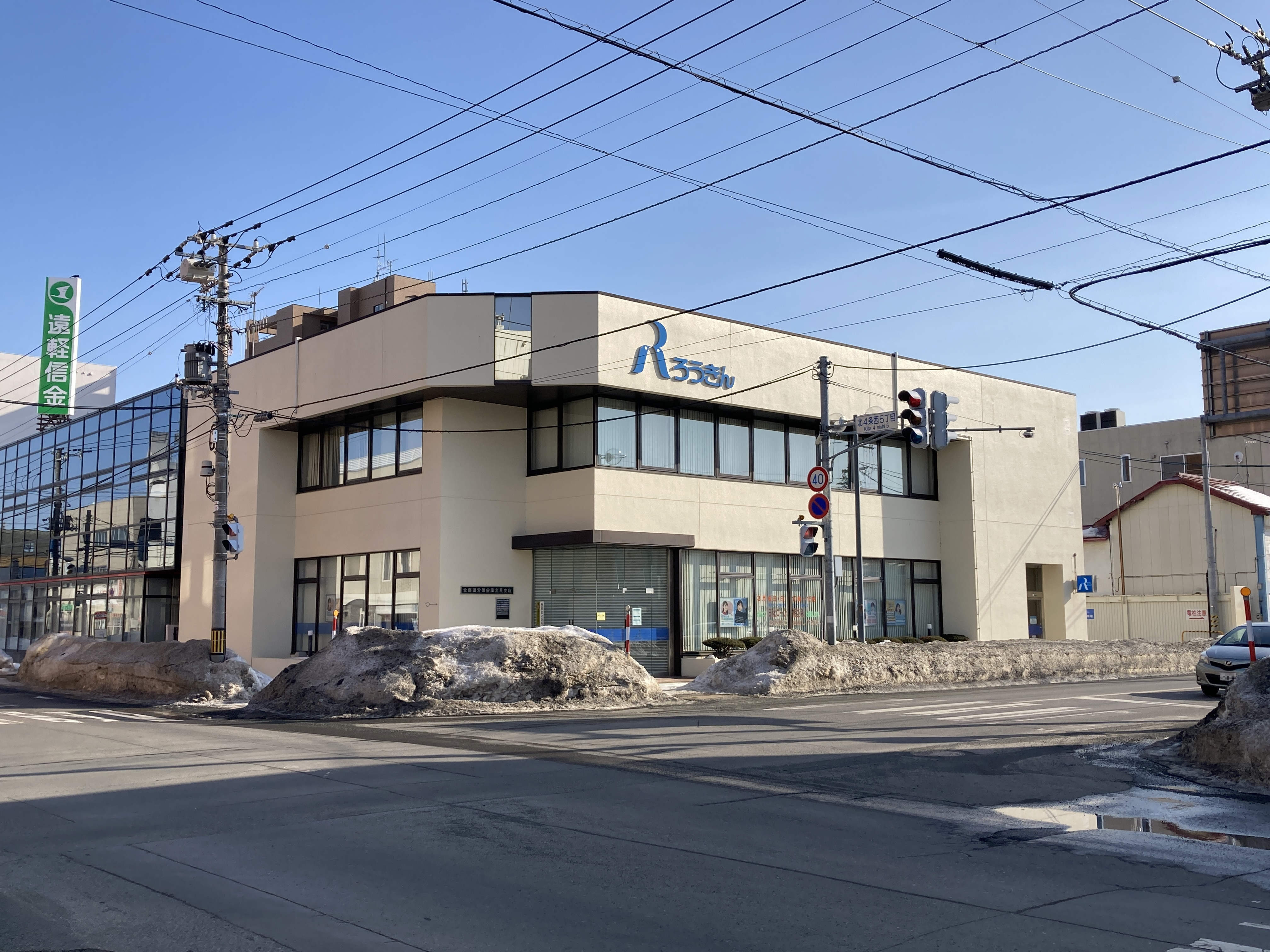
北見支店 （北見市）
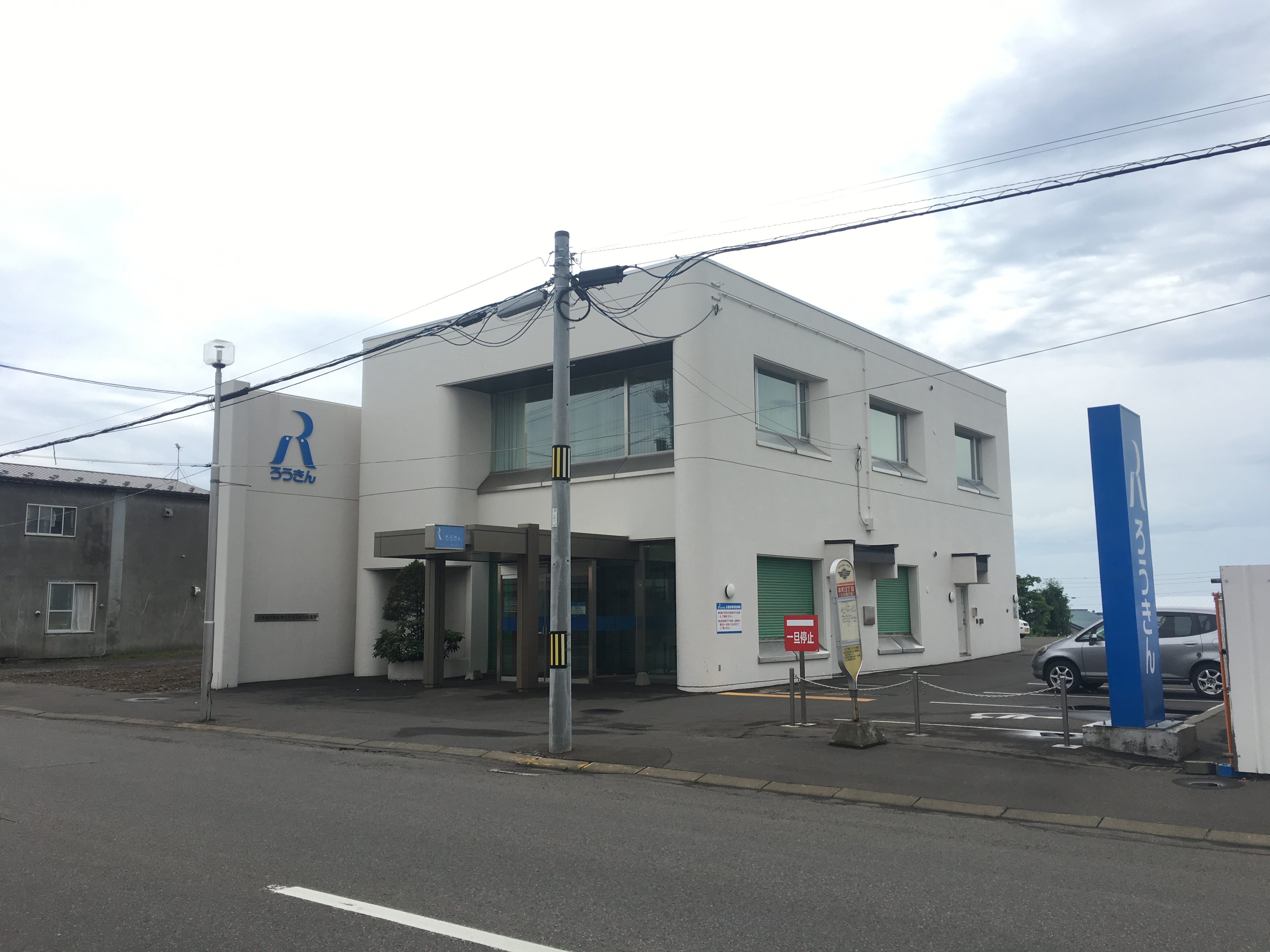
紋別出張所 （紋別市）
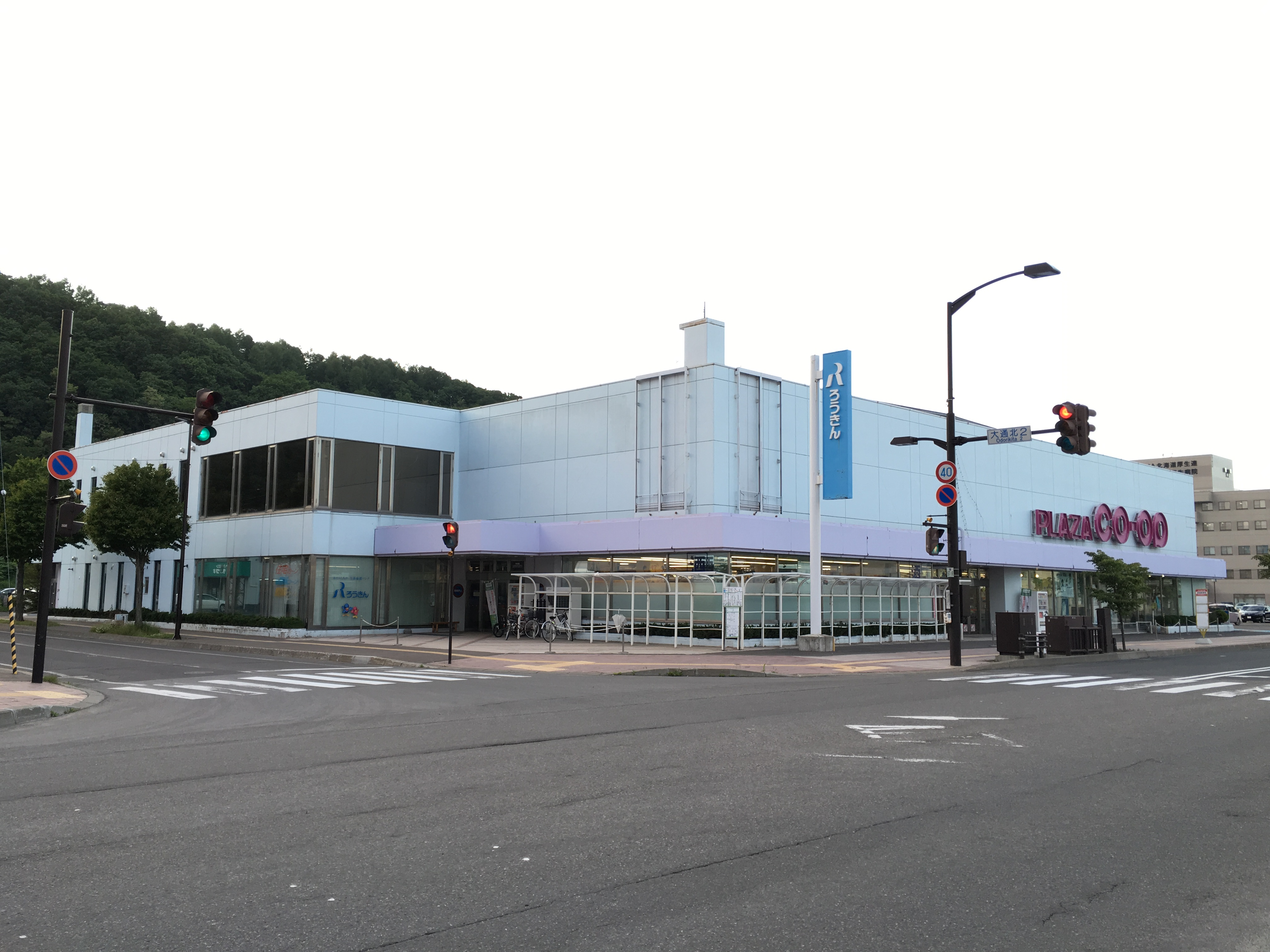
遠軽出張所 （紋別郡遠軽町）

## ATM
- 店舗外の直営ATMは道庁及び主要市役所等の官公庁、地下鉄駅、ショッピングセンターなどに設置されている。
- ろうきんキャッシュカードは北海道のみならず全国のろうきんATMにおいて手数料無料で利用できる。
- セブン銀行ATMでは7時から19時まで、イオン銀行ATMでは8時から平日23時、土休日21時までにおける出金が無料で利用できる。ろうきんATMでイオン銀行キャッシュカードを使用した場合は全時間帯にて出金が無料で利用できる。
- イーネット・ローソン銀行・ビューアルッテ（道内は札幌・函館・新千歳空港各駅に設置）各ATMでは24時間出金が無料で利用できる。
- ゆうちょ銀行及び他の金融機関のCD・ATMを利用して出金した際の手数料は即時（以前は翌月25日（休日の場合は翌営業日））キャッシュバックされる（振込手数料は対象外）。
- ろうきんキャッシュカードでの入金はゆうちょ銀行・セブン銀行・イオン銀行・イーネット・ローソン銀行に加えて相互入金業務協議会（入金ネット）加盟金融機関（道内は信金・信組合わせて20金融機関）ATMにおいて無料で利用できる。ただしゆうちょ銀行及び他の金融機関のカードをろうきんATMで使用する場合は手数料がかかる。